# Soldier Boy
 (février 2018).
 (février 2018).
Si vous disposez d'ouvrages ou d'articles de référence ou si vous connaissez des sites web de qualité traitant du thème abordé ici, merci de compléter l'article en donnant les références utiles à sa vérifiabilité et en les liant à la section « Notes et références ».
Pour plus de détails, voir Fiche technique et Distribution.
Soldier Boy est un film américain indépendant réalisé par Les Sholes, sorti en 2004. Ce court métrage se distingue par le fait que, selon l'édition 2007 du Livre Guinness des records, c'est le plus court film de l'histoire du cinéma à avoir reçu un visa d'exploitation (« G » dans la classification de la MPAA), totalisant 5 scènes sur une durée de 7 secondes[source insuffisante].
Le film a été tourné à Grand Forks, dans le Dakota du Nord, où il est également sorti le 18 mars 2005 dans la salle Empire Arts Center.

## Synopsis
Le film raconte l'histoire d'un couple de jeunes mariés américains qui se trouve séparé par la Seconde Guerre mondiale lorsque le mari est envoyé combattre en Europe. Après avoir survécu à une bataille féroce, celui-ci revient au pays pour retrouver sa femme qui l'attend à l'arrêt du bus.

## Fiche technique
- Titre : Soldier Boy
- Réalisation : Les Sholes
- Scénario : Les Sholes
- Photographie : David M. Waterman
- Montage : David M. Waterman
- Production : Les Sholes
- Pays de production :  États-Unis
- Langue originale : anglais
- Genre : film de guerre
- Durée : 7 secondes
- Sortie : 2004

## Distribution
- Jared Kinney : Johnny
- Miranda Mozinski : Alice
- Rick Clements : un soldat
- Sam Ivory : un soldat